# Felix Erdmann
Felix Erdmann (Mülheim an der Ruhr, 4 de abril de 1978) es un deportista alemán que compitió en remo como timonel. Ganó tres medallas de plata en el Campeonato Mundial de Remo entre los años 1999 y 2007.

## Palmarés internacional
| Campeonato Mundial | Campeonato Mundial      | Campeonato Mundial | Campeonato Mundial      |
| Año                | Lugar                   | Medalla            | Prueba                  |
| ------------------ | ----------------------- | ------------------ | ----------------------- |
| 1999               | St. Catharines (Canadá) | Medalla de plata   | Dos con timonel         |
| 2006               | Eton (Reino Unido)      | Medalla de plata   | Ocho con timonel ligero |
| 2007               | Múnich (Alemania)       | Medalla de plata   | Ocho con timonel ligero |